# Noir Désir
Noir Désir (Нуа́р Дези́р, в переводе с фр. — «Чёрное желание») — французская рок-группа, образованная в 1985 году в городе Бордо.
7 мая 1990 года группа Noir Désir выступала в Спортивно-концертном комплексе им. В. И. Ленина совместно с советской группой «Кино». Запланированное на 8 мая выступление было отменено в связи с тем, что на концерте 7 мая вокалисту группы Бертрану Канта разбили голову брошенным из зала предметом.
12 ноября 2008 года, в преддверии нового альбома, который планировался не раньше января 2010, на официальный сайт группы для бесплатного скачивания были выложены две новые песни «Gagnants / Perdants» и «Le Temps des cerises».
30 ноября 2010 группа Noir Desir объявила о своём роспуске.

## Состав
- Бертран Канта (Bertrand Cantat) — вокал, гитара
- Дени Барт (Denis Barthe) — ударные
- Серж Тессо-Ге (Serge Teyssot-Gay) — гитара
- Жан-Поль Руа (Jean-Paul Roy) — бас-гитара

Бывшие участники группы
- Фредерик Видален (Frédéric Vidalenc) — бас-гитара

## Дискография
- Où veux-tu qu’je r’garde? (1987)
- Veuillez rendre l'âme (à qui elle appartient) (1989)
- Du ciment sous les plaines (1991)
- Tostaky (1992)
- Dies Irae (концерт, 1994)
- 666.667 Club (1996)
- One Trip/One Noise (ремиксы, 1997)
- En route pour la joie (сборник би-сайдов, 2000)
- Des Visages, Des Figures (2001), последняя песня написана в соавторстве с Брижитт Фонтэн
- Nous n’avons fait que fuir (2004)
- Noir Désir en public (концерт, 2005)